# Paulusiella serraticornis
Paulusiella serraticornis là một loài bọ cánh cứng trong họ Cebrionidae. Loài này được Paulus miêu tả khoa học năm 1972.